# Zviózdochka (Kushchóvskaya, Krasnodar)
Zviozdochka (del ruso: Звёздочка) es un jútor del raión de Kushchóvskaya del krai de Krasnodar, en Rusia. Está situado en las llanuras de Kubán-Priazov, junto al límite con el óblast de Rostov, 25 km al norte de Kushchóvskaya y 198 km al norte de Krasnodar, la capital del krai. Tenía 75 habitantes en 2010
Pertenece al municipio Krasnoselskoye.